# Француска на Летњим олимпијским играма 2016.
Француска је учествовала на Летњим олимпијским играма 2016. које су одржане у Рио де Жанеиру у Бразилу од 5. до 21. августа 2016. године. Олимпијски комитет Француске послао је 395 квалификованих спортиста у тридесет спортова. Освојено је четрдесет две медаље од тога десет златних. Највише медаља донели су боксери и атлетичари, по шест, а прате их џудисти са пет.

## Освајачи медаља

### Злато
- Денис Гарго Шању — Кајак и кану, Ц-1
- Карим Лагуаг, Матје Лемуан, Астје Никола, Тибо Валет — Коњички спорт, вишебој екипно
- Жереми Азу, Пјер Уен — Веслање, лаки дубл скул
- Емили Андеол — Џудо, преко 78 кг
- Теди Ринер — Џудо, преко 100 г
- Јаник Борел, Готје Грумје, Даниел Жеран, Жан-Мишел Лусене — Мачевање, мач екипно
- Шарлин Пикон — Једрење, даска
- Филип Розје, Кевин Сто, Роже Ив Бос, Пенелопа Лепревос — Коњички спорт, прескакање препона
- Естел Мосели — Бокс, лака категорија
- Тони Јока — Бокс, супертешка категорија

### Сребро
- Фабјен Жило, Флоран Маноду, Мехди Метела, Жереми Стравијус (Вилијам Мејнар, Клеман Мињо у квалификацијама) — Пливање, штафета 4х100 м слободно
- Астје Никола, — Коњички спорт, вишебој
- Кларис Агбењену — Џудо, до 63 кг
- Одри Чомео — Џудо, до 78 кг
- Жан-Шарл Валадон — Стреличарство, појединачно
- Жереми Кадо, Ерван Ле Пешу, Енцо Лефор, Жан-Пол Тони Елисе — Мачевање, флорет екипно
- Флоран Маноду — Пливање, 50 м слободно
- Жан Кикампуа — Стрељаштво, 25 м мк пиштољ брза паљба
- Рено Лавилени — Атлетика, скок мотком
- Мелина Робер-Мишон — Атлетика, бацање диска
- Софјан Умиа — Бокс, лака категорија
- Кевин Мајер — Атлетика, десетобој
- Елоди Клувел — Модерни петобој, појединачно
- Аби Њјар — Теквондо, до 67 кг
- Максим Бомон — Кајак и кану, К-1 200 м
- Сара Урамун — Бокс, мува категорија
- Камил Ајлон, Клое Бујо, Бландин Дансет, Сираба Дембеле, Беатрис Едвиж, Лора Глозе, Манон Ует, Александра Лакрабер, Лориса Ландр, Амандин Лејно, Њонсиан Ниомбла, Естел Нзе Минко, Алисон Пино, Грас Зади, Мари Прувансје, Тамара Хорачек — Рукомет, женска репрезентација
- Оливје Нјокас, Данијел Нарсис, Венсан Жерар, Никола Карабатић, Кантен Мае, Матје Гребил, Тијери Омејер, Тимоти Н’Гесан, Лик Абало, Седрик Сорендо, Микаел Гигу, Лука Карабатић, Лудовик Фабрегас, Адриан Дипанда, Валантен Порт — Рукомет, мушка репрезентација

### Бронза
- Готје Грумје — Мачевање, мач
- Готје Клаус, Матје Пеше — Кајак и кану, Ц-2
- Грегори Боже, Микаел Д’Алмејда, Франсуа Первис — Бициклизам, спринт екипно
- Сирил Маре — Џудо, до 100 кг
- Томас Барух, Тибо Колар, Гијом Рено, Франк Солфороси — Веслање, лаки четверац
- Пјер Ле Кок — Једрење, даска
- Алексис Рајно — Стрељаштво, 50 м мк пушка тростав
- Сулејман Сисоко — Бокс, велтер категорија
- Димитри Баску — Атлетика, 110 м препоне
- Матје Бодерлик — Бокс, полутешка категорија
- Марк Антоан Оливије — Пливање, 10 км маратон
- Маједин Мекиси Бенабад — Атлетика, 3000 м препреке
- Камил Лекуантр, Елен Дефранс — Једрење, класа 420
- Кристоф Леметр — Атлетика, 200 м

## Учесници по спортовима
| Спорт            | Мушкарци | Жене | Укупно |
| ---------------- | -------- | ---- | ------ |
| Атлетика         | 29       | 25   | 34     |
| Бадминтон        | 1        | 1    | 2      |
| Бициклизам       | 14       | 7    | 21     |
| Бокс             | 8        | 2    | 10     |
| Ватерполо        | 13       | 0    | 13     |
| Веслање          | 14       | 4    | 18     |
| Гимнастика       | 6        | 7    | 13     |
| Голф             | 2        | 2    | 4      |
| Дизање тегова    | 4        | 1    | 5      |
| Једрење          | 8        | 7    | 15     |
| Кајак и кану     | 11       | 6    | 17     |
| Коњички спорт    | 9        | 2    | 12     |
| Кошарка          | 12       | 12   | 24     |
| Мачевање         | 7        | 8    | 15     |
| Модерни петобој  | 2        | 1    | 3      |
| Пливање          | 17       | 13   | 30     |
| Одбојка          | 12       | 0    | 12     |
| Рагби седам      | 12       | 12   | 24     |
| Рвање            | 1        | 1    | 2      |
| Рукомет          | 14       | 14   | 28     |
| Синхроно пливање | —        | 2    | 2      |
| Скокови у воду   | 2        | 1    | 3      |
| Стони тенис      | 3        | 1    | 4      |
| Стреличарство    | 3        | 0    | 3      |
| Стрељаштво       | 7        | 4    | 11     |
| Теквондо         | 1        | 3    | 4      |
| Тенис            | 6        | 3    | 9      |
| Триатлон         | 3        | 2    | 5      |
| Фудбал           | 0        | 18   | 18     |
| Џудо             | 7        | 7    | 14     |
| 30 спортова      | 228      | 167  | 395    |